# San Miguel (Leyte)
Pour les articles homonymes, voir San Miguel.
San Miguel est une municipalité des Philippines située dans le nord de la province de Leyte.

## Subdivisions
La municipalité est divisée en 21 barangays.
- Bagacay
- Bahay
- Bairan
- Cabatianuhan
- Canap
- Capilihan
- Caraycaray
- Libtong
- Guinciaman
- Impo
- Kinalumsan
- Lukay
- Malaguinabot
- Malpag
- Mawodpawod
- Patong
- Pinarigusan
- San Andres
- Santa Cruz
- Santol
- Cayare